# Волк (колёсная платформа)
«Волк» — полноприводная лёгкая колёсная платформа модульного типа для создания бронетранспортёров, грузовиков, тягачей, шасси для ПТУР и ЗРК, командно-штабных, разведывательно-дозорных, медицинских автомобилей, разработанная ООО «Военно-инженерный центр», инженерным подразделением Военно-промышленной компании (ВПК), входящей в холдинг «Русские машины» — основного акционера ОАО «ГАЗ».
На международном форуме «Технологии в машиностроении 2010» в подмосковном Жуковском широкой публике были представлены три опытных образца:
- ВПК-3927 Волк 4 × 4  в двух вариантах — с открытым кузовом и с бронированным модулем для перевозки личного состава.
- ВПК-39273 Волк 6 × 6  — образец с функциональным модулем для перевозки личного состава.

## Конструкция и бронирование
Автомобили «Волк» не имеют цельносварного корпуса, что является важным отличием от их предшественника — бронеавтомобиля ГАЗ-2330 «Тигр».
Модульное исполнение семейства является основой в создании унифицированных транспортных платформ нового поколения.
Круговая бронезащита обеспечивается навесной бронёй, соответствует классу 6а (3 уровень в соответствии со STANAG 4569) и обеспечивают защиту экипажа от всех основных видов стрелкового оружия (даже при стрельбе бронебойной пулей из винтовки СВД) и осколков снарядов.
Предполагается, что автомобиль удовлетворяет требованиям, предъявляемым к бронированным колёсным машинам повышенной защищённости, относящимся по западной классификации к классу JLTV и даже к MRAP.

## Полезная нагрузка и вооружение
Автомобили «Волк» предназначены для перевозки личного состава, грузов, буксирования прицепов массой до 2,5 тонн.
Модульная конструкция машин позволяет даже в полевых условиях за короткое время менять назначение автомобиля путём установки модулей необходимого назначения:
- грузовых, в том числе и защищённых;
- модулей систем связи, инженерных и тыловых служб;
- комплексов вооружений — ПТРК, миномётные установки, ЗРК ближнего действия, средства огневой поддержки.

## Назначение
Семейство автомобилей предназначено для оснащения воинских формирований и спецподразделений.
На выставке ТВМ-2010 была анонсирована гражданская версия автомобилей «Волк», в том числе и небронированной версии.

## ТТХ
- Полная масса: 7500—11500 кг
- Колёсная формула: 4 × 4 или 6 × 6
- Подвеска: Независимая гидропневматическая подвеска[3]
- Клиренс: изменяемый от 250 до 550 мм
- Броня:
  - Баллистическая защита — 6а класс
  - Противоминная защита — 2-й класс по STANAG 4569 (6 кг взрывчатки)
- Двигатель: ЯМЗ-5347-20 4,4 л
  - мощность: 190, 240 л. с.
  - стандарт: Евро-4
- Грузоподъёмность: 1,5—4,5 т
- Десант: 8—18 чел.
- Максимальная скорость: 120 км/ч
- Запас хода: 1000 км
- Глубина преодолеваемого брода: 1,5 м

## Модификации
- ВПК-3927 «Волк» — модификация с колёсной формулой 4 × 4 рамной конструкции с защищённым модулем управления и функциональным модулем для перевозки личного состава.
- ВПК-39271 «Волк-1» — модификация с колёсной формулой 4 × 4 рамной конструкции с защищённым однообъёмным функциональным модулем.
- ВПК-39272 «Волк-2» — модификация с колёсной формулой 4 × 4 с открытым модулем для перевозки грузов и личного состава с возможностью установки функциональных модулей.
- ВПК-39273 «Волк-3» — модификация с колёсной формулой 6 × 6 с функциональным модулем для перевозки личного состава.
- ВПК-39274 «Волк-4» — модификация с колёсной формулой 6 × 6 с противоминной защитой[4].

## Машины на базе
- САО — на шасси ВПК-39373 «Волк-3» в ЦНИИ «Буревестник» была установлена артчасть от 120-мм орудия 2Б16 «Нона-К»[5].

## Перспективы
Разработчики запланировали к концу 2012 года устранить все замечания, высказанные заказчиками в ходе испытаний автомобиля, и начать производство трёх опытных образцов, которые в 2013 году должны были быть отправлены на государственные испытания. В 2014 году ожидалась первая опытно-промышленная партия машин.

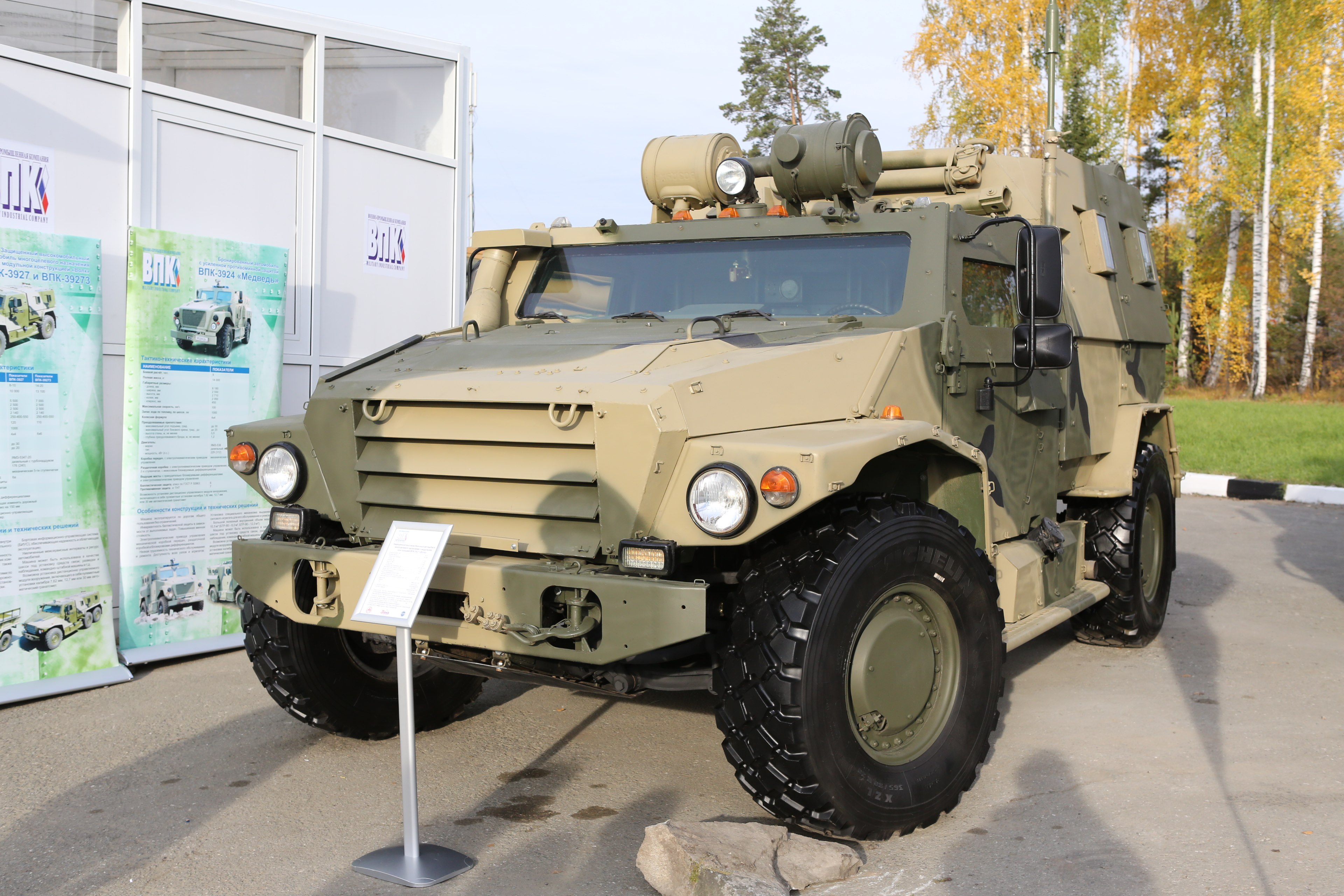

В августе 2015 года появилась информация о том, что новая версия бронеавтомобиля проходит испытания на Арзамасском машиностроительном заводе, после чего должен был решаться вопрос о принятии на вооружение.

## Аналоги
- AM General BRV-O
- General Tactical Vehicles JLTV
- Hawkei
- Lockheed Martin JLTV
- MOWAG Eagle
- Oshkosh L-ATV
- Valanx JLTV